# 紀元前62年
紀元前62年（きげんぜん62ねん）は、ローマ暦の年である。

## 他の紀年法
- 干支 : 己未
- 日本
  - 崇神天皇36年
  - 皇紀599年
- 中国
  - 前漢 : 元康4年
- 朝鮮
  - 檀紀2272年
- 仏滅紀元 : 482年
- ユダヤ暦 : 3699年 - 3700年

## できごと

### ローマ
- 1月5日 - ピストイアの戦いで、ガイウス・アントニウスの軍が共謀者ルキウス・セルギウス・カティリナの軍を破った。
- ガイウス・ユリウス・カエサルがプブリウス・クロディウス・プルケルの冒涜の後、ポンペイアと離婚した。
- マルクス・トゥッリウス・キケロがアルキアース弁護の演説Pro Archia Poetaを行った。
- 護民官マルクス・ポルキウス・カトー・ウティケンシスが貧困者への穀物の配給を定めた法律lex frumentariaを制定した。
- 護民官クィントゥス・カエキリウス・メテルス・ネポスがローマを去った。
- カエサルとマルクス・カルプルニウス・ビブルスがプラエトルであった。

### コンマゲネ
- コンマゲネ国王アンティオコス1世がネムルト山の頂上に自身の墓を建設した。

## 誕生
- プトレマイオス13世：ファラオ

## 死去
- ルキウス・セルギウス・カティリナ：ローマの政治家（紀元前108年生）